# 丹·艾美特

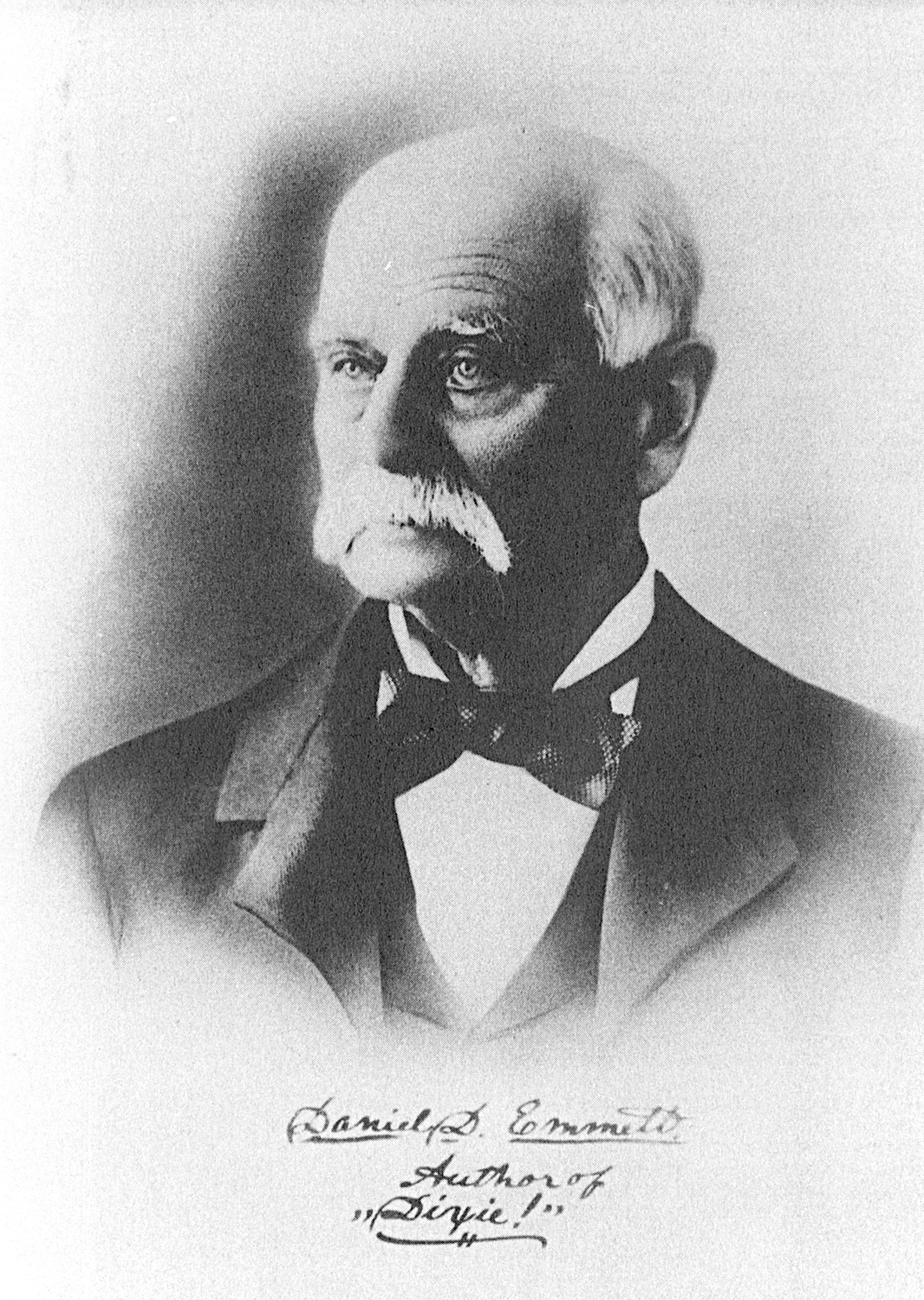
丹·艾美特

丹·艾美特（1815年10月29日 – 1904年6月28日）是一位美国作曲家、艺人，也是歌曲迪克西的作曲人。
他的祖父生塞西尔县 ，是美國獨立戰爭老兵，退伍後成为奧古斯塔縣卫理公会牧师，之後又翻越阿巴拉契亚山脉抵達利金縣。 
他的父亲則是1812年战争老兵。丹的母親热爱音乐，他從母亲那里學習音樂，1836年，丹加入了美国陆军 並在纽波特兵营內吹横笛和打鼓。1835年7月8日退伍后，艾美特加入马戏团，並且在表演時把臉塗成黑色。 